# Augusta State University

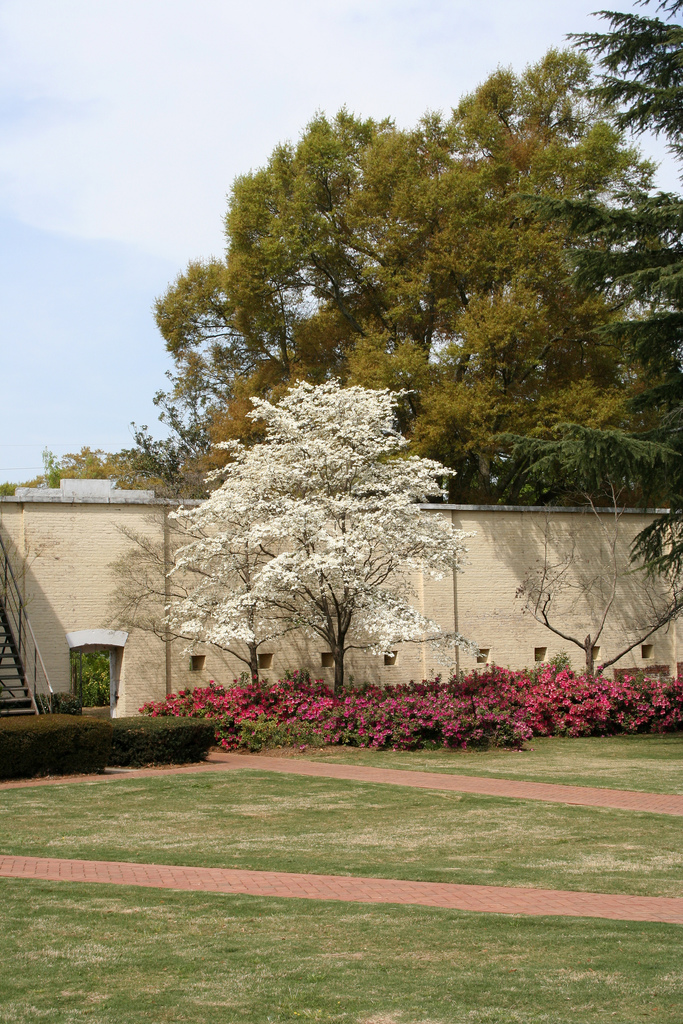
Hartriegel und Azaleen (Ein Teil der ursprünglichen Mauer des Augusta Arsenals (1827–1829) auf dem Gelände der heutigen Augusta State University).

Die Augusta State University (ASU) war eine öffentliche Universität in Augusta im US-Bundesstaat Georgia. Zuletzt hatte sie etwa 7000 Studenten.
Die Hochschule wurde 2012 mit der Georgia Health Sciences University zur Georgia Regents University fusioniert, diese wiederum wurde 2015 umbenannt in Augusta University.

## Geschichte
Die heutige Universität wurde 1783 als höhere Schule mit dem Namen Academy of Richmond County gegründet und 1785 eröffnet. Von Beginn an bot sie Unterricht auf Hochschulniveau an. Nach einer wachsenden Anzahl an Neuanmeldungen wurde 1925 noch während der Errichtung neuer Gebäude das Junior College of Augusta gegründet, das 1957 abgespaltet wurde und seither am Walton Way beheimatet ist. Ein Jahr darauf wurde die Schule ins University System of Georgia aufgenommen und führte fortan den Namen Augusta College.
Gegen 1963 wurde ein zweiter Campus an der Wrightsboro Road erworben, der später diverse Sporteinrichtungen, Gebäude der Kinesiologie und einen Golfplatz beheimatete. 1996 erhielt die Universität den Namen Augusta State University.
Im Oktober 2012 fusionierte die Universität mit der Georgia Health Sciences University zur neuen Georgia Regents University, die 2015 umbenannt wurde in Augusta University.

## Fachbereiche
Die Universität führte sechs Fachbereiche:
- Katherine Reese Pamplin College of Arts, Humanities, and Social Sciences
- James M. Hull College of Business
- College of Education
- College of Allied Health Sciences
- College of Science and Mathematics
- College of Nursing

## Ehemalige Studierende
- Doug Barnard (1922–2018), Politiker, Vertreter im Repräsentantenhaus der Vereinigten Staaten
- Joelle Carter (* 1972), Schauspielerin und Model
- Vaughn Taylor (* 1976), Golfspieler